# ايمانويل بنجامين
ايمانويل بنجامين (بالإنجليزية: Emmanuel Benjamin)‏ (2 فبراير 1955 في الهند - ) هو لاعب كريكت أسترالي. لعب مع فريق تسمانيا للكريكت ونادي مقاطعة بيدفوردشير للكريكت ‏ وNational Counties Cricket Championship ‏.

## وصلات خارجية
- ايمانويل بنجامين على موقع إي آس بي آن كريك إنفو (الإنجليزية)